# L'Honneur de la Patrie
L'Honneur de la Patrie (em português: "A Honra da Pátria") é o hino nacional do Níger. Foi adotada em 23 de junho de 2023, substituindo La Nigérienne, que foi adotada em 1961, um ano após a independência do país. 

## História
O Níger, uma antiga colônia francesa, tornou-se um país independente em 1960. No ano seguinte, o país adotou La Nigerienne como seu hino nacional. Em 2019, o presidente Mahamadou Issoufou anunciou sua intenção de substituir o hino, temendo que sua letra expressasse gratidão à antiga potência colonial. Foi então criado um comité para analisar o hino existente e encontrar um novo hino, se necessário.
Em Março de 2023, as autoridades anunciaram que esta mudança de hino reflectia a ideia de que “o Níger é um novo país”, mas também para não comprometer a história milenar do país, concentrando-se assim mais nos temas do patriotismo e da democracia . Em 22 de junho de 2023, o parlamento nigerino adotou A Honra da Pátria como o novo hino do país, substituindo La Nigérienne.
O compositor do hino, Hamadou Sani, que se juntou à liga de especialistas para compor a nova melodia, diz que o hino foi composto para refletir sentimentos patrióticos e que “portanto, há o lado pan-africanista do nosso hino porque pertencemos a um continente que chamamos de África”.